# Tredvegetatie

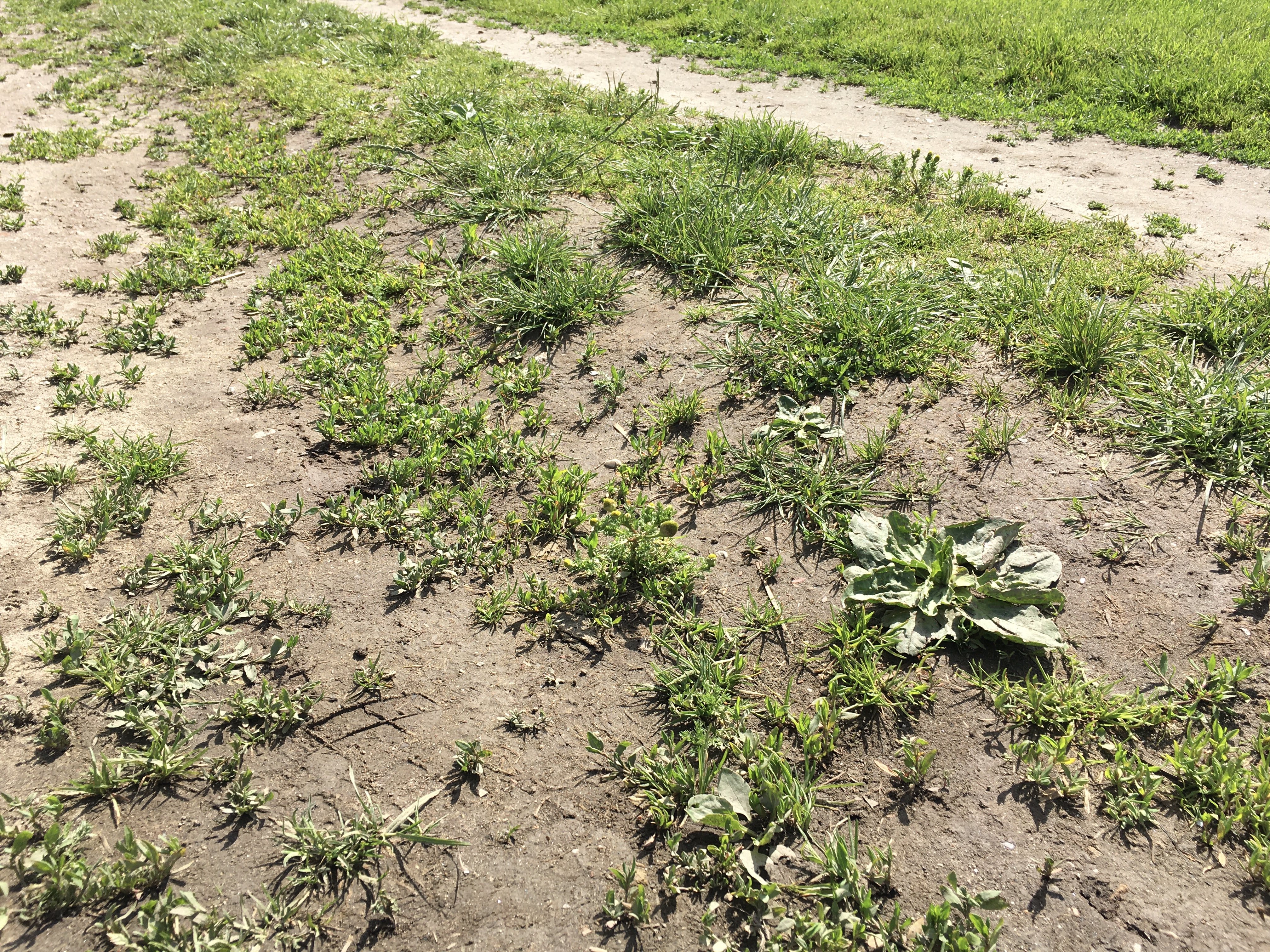
Tredvegetatie van de weegbree-klasse

Tredvegetatie omvat laagblijvende vegetatie waarin tredplanten en/of tredbestendige korstmossen dominant zijn. Tredvegetatie komt tot ontwikkeling op plekken die regelmatig worden bereden door voertuigen en/of regelmatig worden betreden door mensen en/of andere grote zoogdieren of grote vogels. Tredvegetatie groeit op bodems die door de voornoemde factoren verdicht en daardoor zuurstofarm zijn.

## Syntaxonomie
In de vegetatiekunde vormt de weegbree-klasse (Plantaginetea majoris) een uitgesproken klasse die wordt vertegenwoordigd door tredplantengemeenschappen.

## Fotogalerij

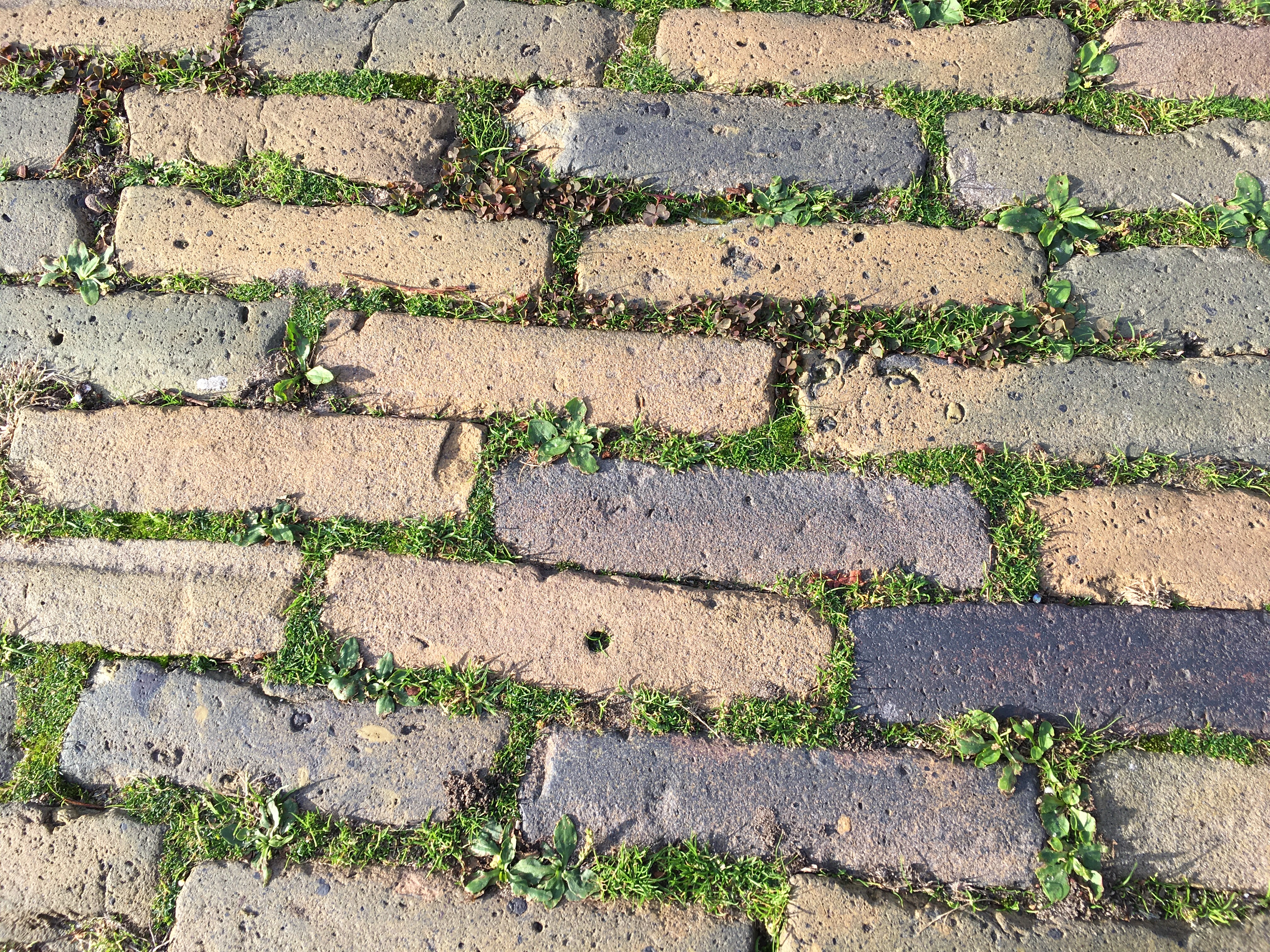
Tredvegetatie van de associatie van vetmuur en zilvermos
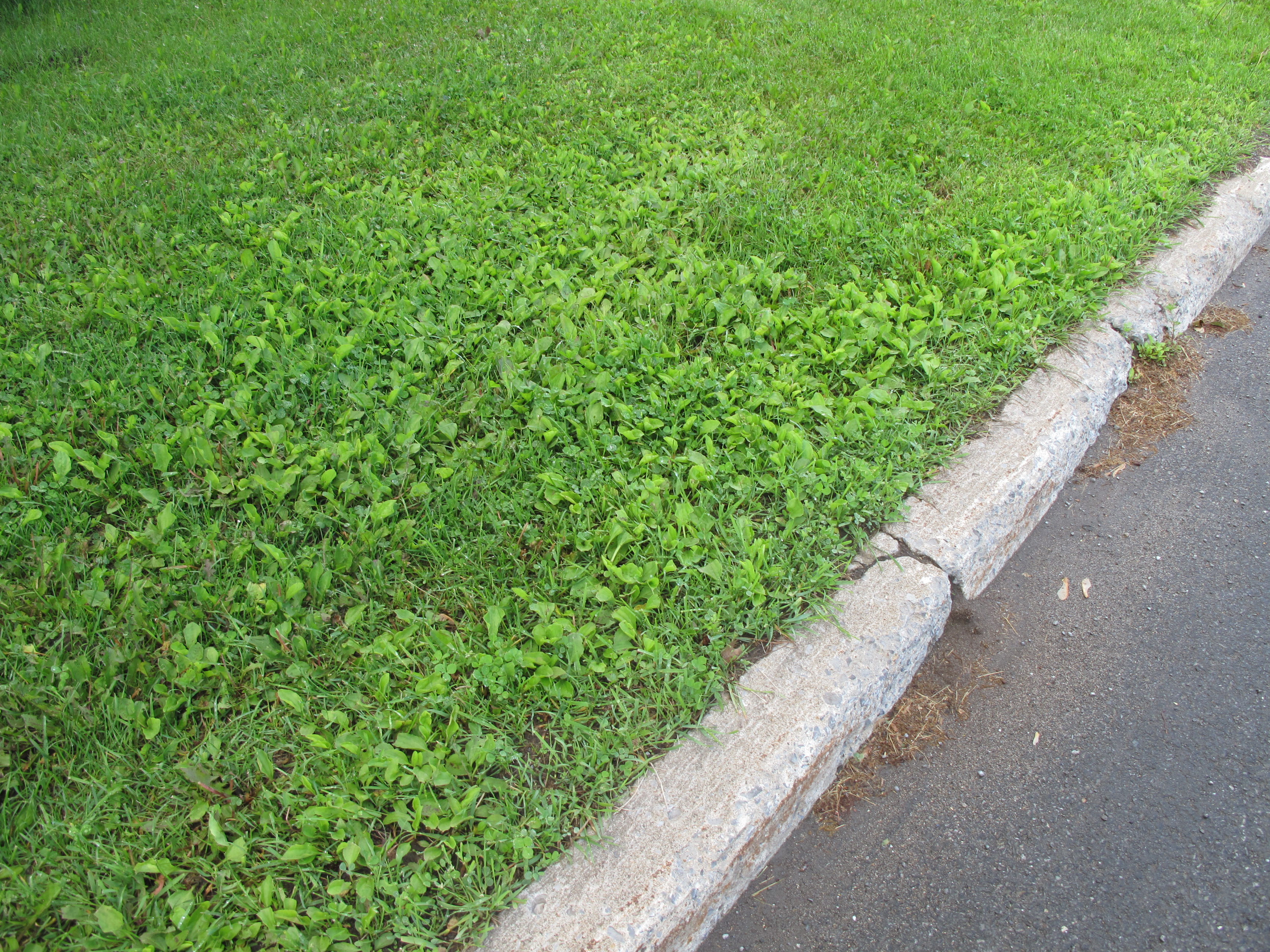
Soortenarme tredvegetatie
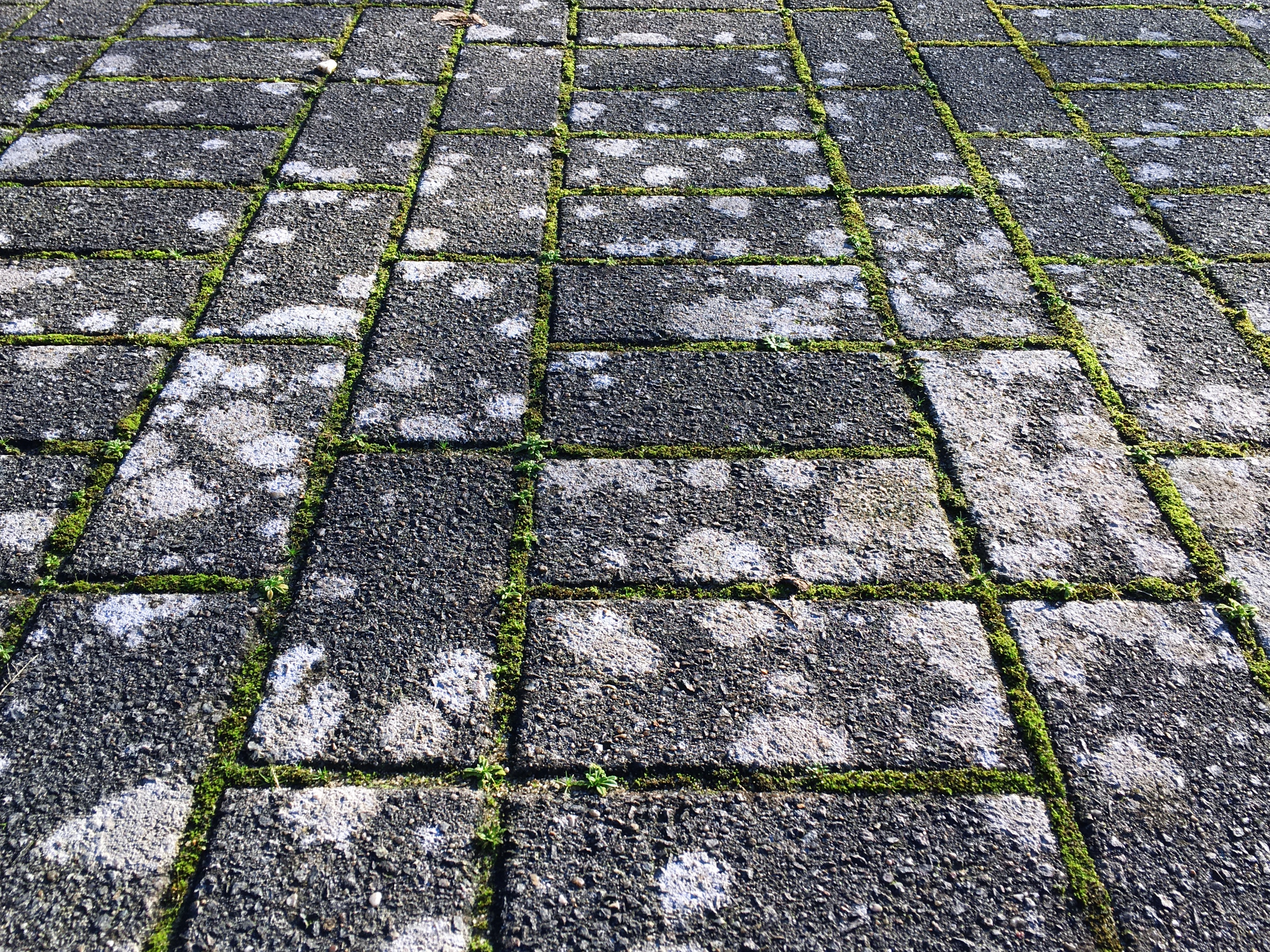
Tredvegetatie van de dambordjes-associatie op stoepstegels
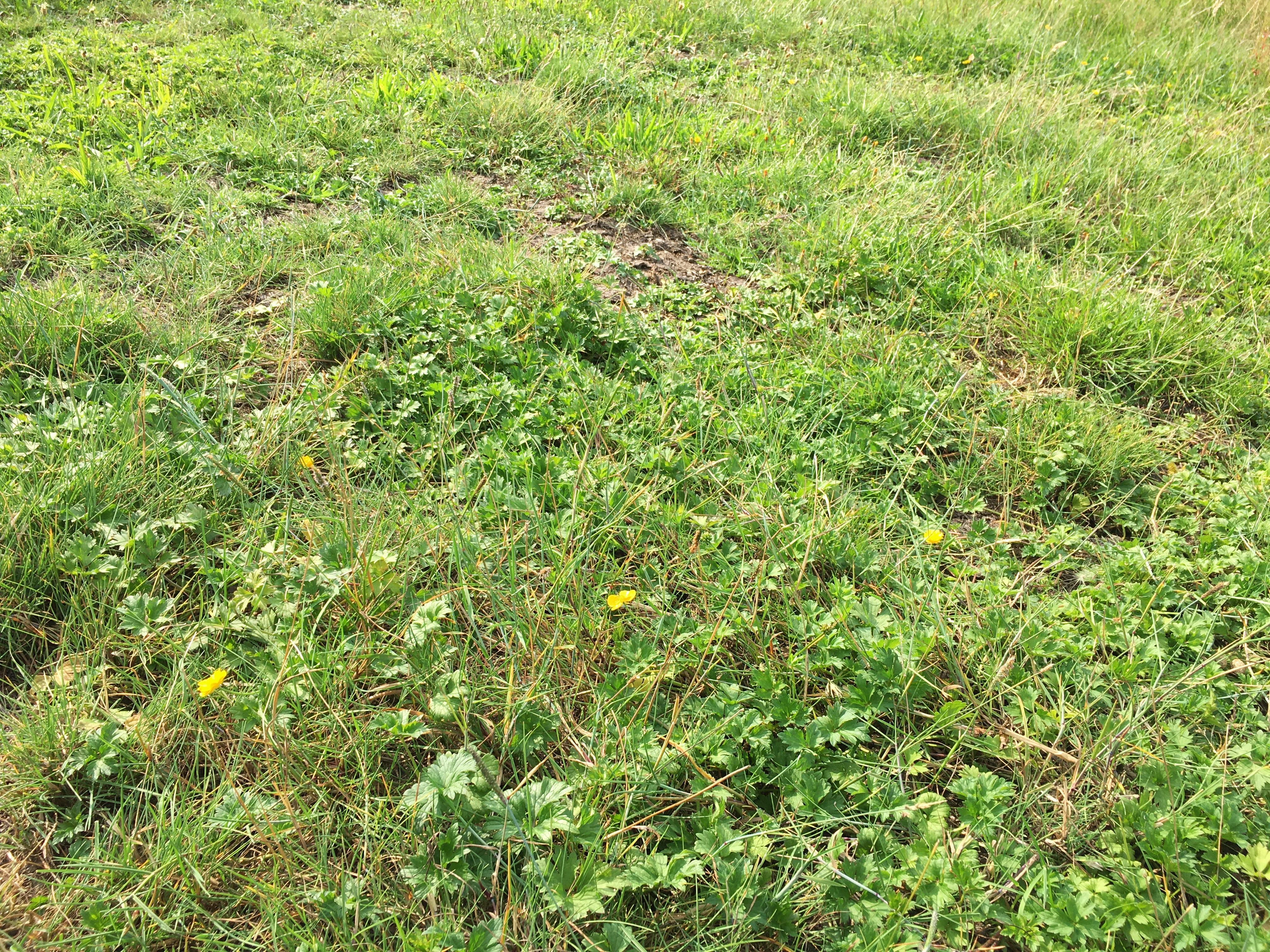
Tredvegetatie van de associatie van geknikte vossenstaart
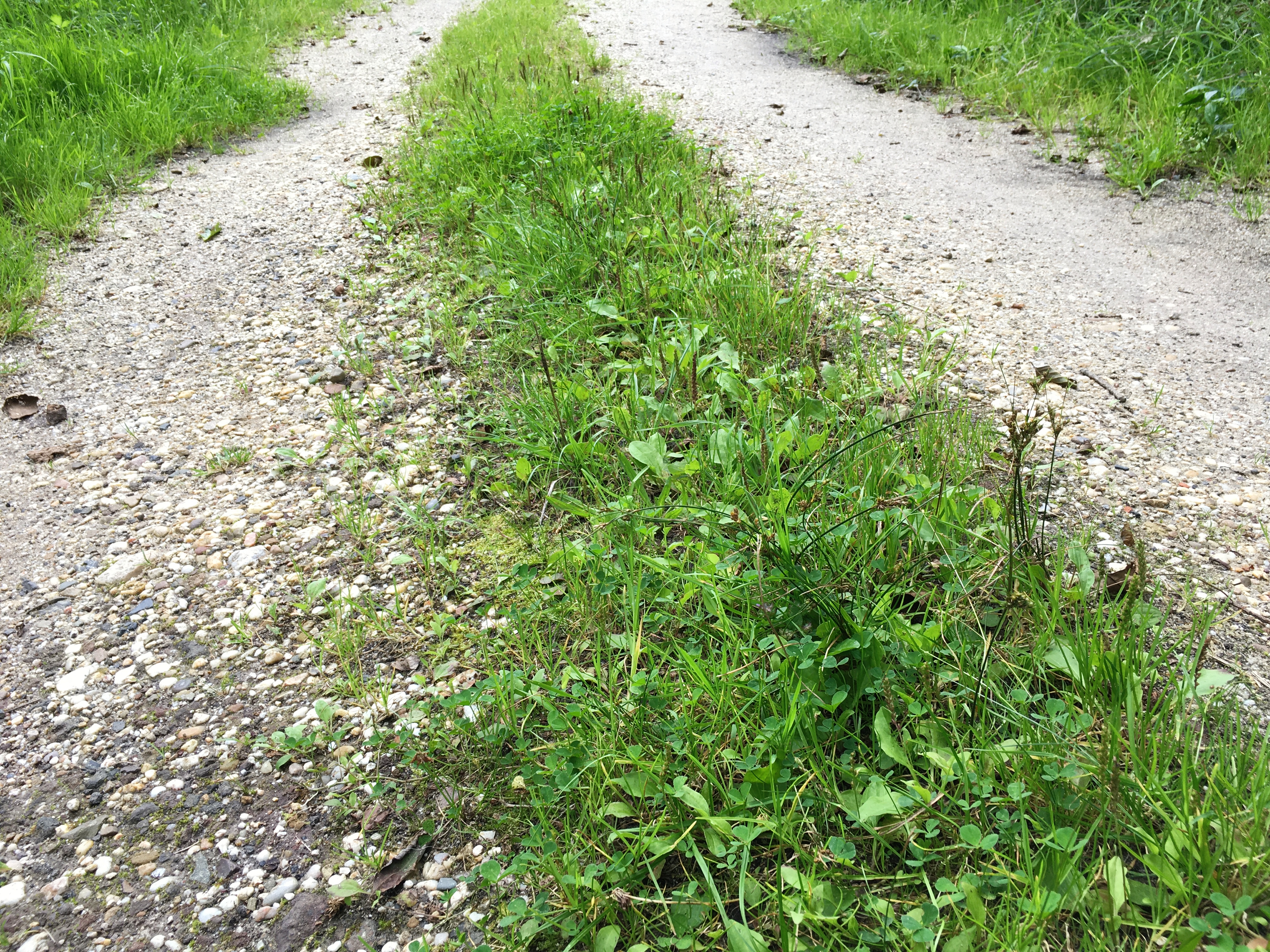
Tredvegetatie van de associatie van Engels raaigras en grote weegbree